# Paa taihangnicus
Nanorana taihangnica là một loài ếch trong họ Ranidae. Chúng là loài đặc hữu của Trung Quốc.
Môi trường sống tự nhiên của nó là các con sông.